# Rebelião de Pedrinhas em 2010
A rebelião de Pedrinhas em 2010 foi uma rebelião prisional que tomou o Complexo Penitenciário de Pedrinhas, localizada no bairro de Pedrinhas, em São Luís, capital do estado brasileiro do Maranhão, em 8 de novembro de 2010.
A rebelião começou quando os detentos se apoderaram das armas dos agentes penitenciários, num momento de descuido das autoridades.
O motivo exato da rebelião é incerto, mas houve 22 líderes da revolta entre os presos. Os presos reivindicaram melhores condições de custódia, como redução da superlotação e fornecimento de alimentos e água com maior qualidade. Após aproximadamente 30 horas de negociações, o controle da penitenciária foi retomado pela administração do local. Os líderes da rebelião serão transferidos para outros presídios do estado do Maranhão.
Ao longo do período em que se deu a rebelião, ocorreram 18 mortes de presos, assassinados por membros de facções rivais.